# I filibustieri della Martinica
I filibustieri della Martinica (Marie des Isles) è un film del 1959 diretto da Georges Combret.